# Le Cloître-Pleyben
Le Cloître-Pleyben település Franciaországban, Finistère megyében. Lakosainak száma 508 fő (2022. január 1.). Le Cloître-Pleyben Plonévez-du-Faou, Lannédern, Lennon és Pleyben községekkel határos.

## Népesség
A település népességének változása:
| Lakosok száma | 791  | 588  | 512  | 562  | 563  | 540  | 531  | 524  | 520  | 508  |
|               | 1968 | 1982 | 1990 | 2006 | 2013 | 2015 | 2017 | 2019 | 2020 | 2022 |